# Chintapalle, Visakhapatnam
Chintapalli là một thị trấn lịch sử và du lịch thuộc huyện Visakhapatnam, bang Andhra Pradesh.